# Need for Speed: Hot Pursuit (2010)
Need for Speed: Hot Pursuit (рус. Жажда скорости: По горячим следам, сокр. NFSHP) — компьютерная игра серии Need for Speed в жанре аркадной автогонки, изданная компанией Electronic Arts для консолей, компьютеров и мобильных устройств в 2010 году. В России игра была издана компанией «1С-СофтКлаб» полностью на русском языке. Эта версия является перезагрузкой Need for Speed III: Hot Pursuit (1998). Обновленная версия под названием Need for Speed: Hot Pursuit Remastered была выпущена 6 ноября 2020 года для Microsoft Windows, PlayStation 4 и Xbox One и 13 ноября 2020 года для Nintendo Switch.
Игровой процесс Hot Pursuit разворачивается в вымышленном округе Сикрест, основанном на американских штатах Калифорния, Орегон и Вашингтон, в котором игроки могут соревноваться в нескольких типах гонок. Игроки могут соревноваться онлайн (кроме версии для Wii, которая включает дополнительные игровые режимы, такие как Hot Pursuit, Interceptor и Race). В игре представлена новая система социального взаимодействия под названием «Автолог», представляющая собой сеть, которая объединяет друзей для личных гонок и сравнивает статистику игроков для соревнований. В игре также есть платный загружаемый контент в виде новых автомобилей, новых гонок и погонь, а также новых трофеев и достижений.
Hot Pursuit была хорошо встречена критиками на E3 2010 и отмечена наградой «Лучшая гоночная игра» от Game Critics Awards 2010, а также от нескольких других СМИ. Она получила несколько наград за лучшую гоночную игру, в том числе на Spike 2010 Video Game Awards. Игра также получила награду BAFTA за многопользовательский компонент Autolog.

## Игровой процесс
Need for Speed: Hot Pursuit представляет собой аркадную гоночную игру, выполненную в трёхмерной графике. Игра приближена к корням серии Need for Speed, возвращая экзотические автомобили и полицейские погони.
В Hot Pursuit можно играть как за полицейского, так и за гонщика; для обеих сторон имеется полный режим карьеры примерно одинаковой продолжительности. Отношения между полицейскими и гонщиками описываются как «погоня собаки за кроликом» с более мощными полицейскими по сравнению с гонщиками. Каждая сторона имеет несколько бонусов, включая вызов блокпоста и радиолокационные помехи. Действие игры разворачивается в вымышленном месте, называемом округ Сикрест (англ. Seacrest County), по которому предоставлена свобода передвижения. В округе Сикрест более 100 миль (160 километров) открытых дорог, и это в четыре раза больше, чем в Paradise City, городе игры Burnout Paradise.
В Hot Pursuit также присутствует новая система социального взаимодействия под названием «Autolog», которая описывается как «Facebook для игры». В игре предоставлены возможности как одиночных, так и многопользовательских (с участием до восьми игроков) режимов игры. Как вариант, в многопользовательском режиме игрок может записать свои достижения на Autolog-канал для друзей, чтобы увидеть, смогут ли они затем побить этот рекорд. Autolog также содержит систему очков опыта под названием Bounty. Другие особенности включают возможность добавлять пользовательские саундтреки к игре.
Игра для приставки Wii, а также для мобильных устройств имеет существенные отличия от версий для PlayStation 3, Xbox 360 и Windows из-за аппаратных ограничений и технического оснащения.

## Разработка и выход игры
| Системные требования | Системные требования                                              | Системные требования                                              |
| -------------------- | ----------------------------------------------------------------- | ----------------------------------------------------------------- |
|                      | Минимальные                                                       | Рекомендуемые                                                     |
| Windows              |                                                                   |                                                                   |
| ОС                   | Windows XP (SP3) / Windows Vista / Windows 7                      | Windows XP (SP3) / Windows Vista / Windows 7                      |
| ЦПУ                  | Intel Core® 2 Duo 1.8 GHZ или AMD Athlon X2 64 2.4GHZ             | Intel Core® 2 Duo E6700 2.6 GHZ, AMD Athlon X2 64 6000+ или лучше |
| Объём ОЗУ            | 1,5 Гб Windows® XP / 2 Гб Windows Vista® — Windows 7®             | 1,5 Гб Windows® XP / 2 Гб Windows Vista® — Windows 7®             |
| Место на диске       | 8 Гб свободного места на жёстком диске                            | 8 Гб свободного места на жёстком диске                            |
| Видеокарта           | 256 Мб DirectX® 9.0-совместимая карта с Shader Model 3.0 или выше | GeForce 8800 GT, ATI Radeon HD 4700 или лучше                     |
| Звуковая плата       | DirectX 9.0-совместимая звуковая карта                            | 5.1 sound card                                                    |
| Сеть                 | Требуется соединение с интернетом для активации и сетевой игры    | Требуется соединение с интернетом для активации и сетевой игры    |
| Устройства ввода     | клавиатура, геймпад                                               | клавиатура, геймпад Xbox 360 для Windows                          |

Над игрой работали компании Criterion Games (данная компания также является создателем другой консольной серии гонок — Burnout) и DICE (известная по играм серии Battlefield); основная часть игры сделана Criterion Games, а последняя участвовала в создании игровых ландшафтов. За версию для игровой приставки Wii была ответственна студия Exient Entertainment, которая до этого разработала Need for Speed: Undercover в версиях для PlayStation 2 и Wii.
Релиз состоялся 16 ноября 2010 года. Игра вышла в стандартном издании, а также в ограниченном (Limited Edition), в котором открыто 4 автомобиля класса Performance и эксклюзивно доступно 2 в карьере гонщика: Alfa Romeo 8C Competizione и Ford Shelby GT500.
24 ноября вышел DLC SCPD Rebel Pack, который даёт доступ в карьере гонщика к автомобилям, ранее доступным лишь в карьере полицейского. Также для Xbox 360 и PlayStation 3 доступны два DLC — Racer TimeSaver Pack и SCPD TimeSaver Pack. Первый пакет даёт доступ ко всем гражданским машинам, а второй — ко всем полицейским.
5 октября 2020 года был представлен ремастер игры. Выход ремастера состоялся 6 ноября 2020 года на платформах Windows, PlayStation 4, Xbox One, а выход на консоли Nintendo Switch состоялся 13 ноября 2020 года.

## Музыка
В Need for Speed: Hot Pursuit есть поддержка custom soundtrack.
| №   | Название                           | Исполнитель                             | Длительность |
| --- | ---------------------------------- | --------------------------------------- | ------------ |
| 1.  | «Edge of the Earth»                | 30 Seconds to Mars                      |              |
| 2.  | «The Resist Stance»                | Bad Religion                            |              |
| 3.  | «Cinema»                           | Benny Benassi feat. Gary Go             |              |
| 4.  | «Conscience Killer»                | Black Rebel Motorcycle Club             |              |
| 5.  | «Opposite of Adults»               | Chiddy Bang                             |              |
| 6.  | «Sofi Needs a Ladder»              | Deadmau5 feat. Sofi                     |              |
| 7.  | «All the Same»                     | Does It Offend You, Yeah?               |              |
| 8.  | «Giant Song»                       | Funeral Party                           |              |
| 9.  | «Live Like You Wanna Live»         | Greenskeepers                           |              |
| 10. | «Bombshock»                        | Hadouken!                               |              |
| 11. | «Get a Rise»                       | Killa Kela                              |              |
| 12. | «Echoes»                           | Klaxons                                 |              |
| 13. | «Twin Flames»                      | Klaxons                                 |              |
| 14. | «Stronger»                         | Lazee feat. Dead By April               |              |
| 15. | «Big Weekend»                      | Lemonade                                |              |
| 16. | «Shining Down»                     | Lupe Fiasco feat. Matthew Santos        |              |
| 17. | «Groove Me»                        | Maximum Balloon feat. Theophilus London |              |
| 18. | «Born Free»                        | M.I.A.                                  |              |
| 19. | «Yeah Yeah Yeah»                   | New Politics                            |              |
| 20. | «Watercolour»                      | Pendulum                                |              |
| 21. | «Nothing From You (Redanka Remix)» | Pint Shot Riot                          |              |
| 22. | «Stay Too Long (Pendulum Remix)»   | Plan B                                  |              |
| 23. | «Devil’s Music»                    | Teddybears                              |              |
| 24. | «Superbad (11:34)»                 | Travie McCoy                            |              |
| 25. | «Divisive (Tom Starr Remix)»       | We Have Band                            |              |
| 26. | «Bigger Than Us»                   | White Lies                              |              |
| 27. | «Ruling Me»                        | Weezer                                  |              |

## Оценки и мнения

### До выпуска
Need for Speed: Hot Pursuit была хорошо встречена критиками на E3 2010 и была отмечена наградой «Лучшая гоночная игра» от Game Critics Awards, а также от нескольких других СМИ. Другие игры в этой категории включали Forza Motorsport 4, Gran Turismo 5, Test Drive Unlimited 2 и MotorStorm: Apocalypse. IGN заявил, что у неё «вдохновляющий уровень подключения», в то время как 1UP.com заявил, что «у других гоночных игр на E3 никогда не было шансов». Это была первая игра в серии Need for Speed со времен оригинальной Hot Pursuit, получившая награду E3. Hot Pursuit также был номинирован на «Лучшую игру для Xbox 360» и «Лучшую игру для PS3» по версии IGN и «Лучшую графику» по версии Gaming Excellence.

### После выпуска
| Сводный рейтинг       | Сводный рейтинг                           |
| Агрегатор             | Оценка                                    |
| --------------------- | ----------------------------------------- |
| GameRankings          | 88,86 % (PS3) 86,89 % (X360) 86,19 % (PC) |
| Metacritic            | 89/100 (PS3) 88/100 (X360) 86/100 (ПК)    |
| Иноязычные издания    |                                           |
| Издание               | Оценка                                    |
| Edge                  | 9/10                                      |
| GameSpot              | 8,5/10                                    |
| IGN                   | 9/10 8/10 (iOS)                           |
| Русскоязычные издания |                                           |
| Издание               | Оценка                                    |
| Absolute Games        | 70 %                                      |
| PlayGround.ru         | 8,6/10                                    |
| «Домашний ПК»         | [ 35 ]                                    |
| «Игромания»           | 8/10 (сайт) 8,5/10 (журнал)               |
| itc.ua                | 4,5/5                                     |

Need for Speed: Hot Pursuit была хорошо принята игровой прессой. Сайт Metacritic поставил версиям игры для Xbox 360 и PlayStation 3 оценку в 89/100 и 88/100 соответственно, в то время как ПК-версия получила 86/100. Это сделало Hot Pursuit игрой с самым высоким рейтингом в истории серии.
Need For Speed: Hot Pursuit получила премию BAFTA в области игр 2011 года в номинации «Multiplayer».
Сайт IGN поставил игре 9 баллов из 10 и присудил титул «Выбор редакции» (англ. IGN Editor’s Choice Award). Были отмечены графика, саундтрек, а также функция Autolog.
Журнал Игромания выпустил две версии рецензии. В версии для сайта редактор Линар Феткулов поставил игре 8 баллов и отметил онлайн-функции игры. В журнальной версии редактор Игорь Асанов поставил игре 8,5 баллов и назвал её «лучшей на свете гонкой с полицией», однако отметил невозможность «выбить с трассы нарушителя одним мощным тараном».
Рецензент сайта AG.ru Михаил «Redguard» Калинченков поставил игре оценку 70 % и назвал её «гибридом NFS и Burnout».
Обозреватель PlayStation Lifestyle Томас Уильямс поставил игре 9 баллов из 10 и заявил: «То, что Criterion Games сделали с Need for Speed: Hot Pursuit, — это разработка лучшей игры в серии за последние 5 лет выпуска. Как только вы начнете играть в эту игру, вы не можете играть только за одну расу». Автор PlayStation Lifestyle Майк Хартнетт заявил, что Hot Pursuit лучше, чем Gran Turismo 5, и заключил: «Need for Speed: Hot Pursuit просто веселее, чем всё, что выпускается в гараже Polyphony Digital. В этой игре, безусловно, нет недостатка в эпических моментах. Независимо от того, мчитесь ли вы в однопользовательском режиме, чтобы стать полицейским или гонщиком, бросаете полоски с шипами, чтобы победить своих друзей в сети, или просто снимаете немного стресса, катаясь в режиме фрирайда».
Согласно Metacritic, версия Remastered получила «в целом положительные» отзывы критиков; сайт дал совокупные оценки 74/100 версии для Nintendo Switch, 75/100 версиям для PlayStation 4 и Windows и 77/100 версии для Xbox One.

### Продажи
В Великобритании Need for Speed: Hot Pursuit дебютировала под номером три в UK All Format Gaming Chart в первую неделю выпуска, уступив Call of Duty: Black Ops от Activision и Assassin’s Creed: Brotherhood от Ubisoft. На второй неделе она опустилась на шестую позицию. Однако на четвёртой неделе продажи Hot Pursuit подскочили на 48 процентов, в результате чего игра поднялась с седьмого места на третье. На шестой неделе продажи Hot Pursuit упали на 67 процентов, опустившись на одну позицию до четвёртого места. На седьмой неделе Hot Pursuit заняла десятое место, но на следующей неделе поднялась на седьмое.
В США Hot Pursuit заняла седьмое место в чартах продаж NPD за ноябрь 2010 года, опередив гоночную игру Sony Gran Turismo 5, которая была запущена примерно неделей позже. 10 декабря 2010 года GamesIndustry сообщила, что всего за две недели удалось продать 417 000 единиц Hot Pursuit в США. Коуэн и компания сообщили, что, несмотря на положительные показатели продаж, их было недостаточно, чтобы поднять показатели продаж EA в годовом исчислении. Аналитическая фирма заявила, что показатели продаж EA в годовом исчислении за ноябрь по-прежнему были ниже на 25 процентов для EA. Gamertell заявил, что «успех Hot Pursuit является большим стимулом для жанра, получившего несколько хитов в 2010 году, а также для франшизы, которая искала свою идентичность. После нескольких „переизобретений“ EA обратилась к Criterion Games, известной серией Burnout, чтобы исправить этого гонщика. Criterion вернула серию к высокооктановой формуле полицейских, преследующих гонщиков. В отличие от настоящих нелегальных уличных гонщиков, фанаты Hot Pursuit, похоже, рады видеть полицию». Позже игра вышла на десятое место в диаграммах продаж NPD за декабрь 2010 года с объемом продаж 906 000 единиц за месяц.

1 февраля 2011 года в отчёте EA о финансовых результатах за третий квартал 2010 года было упомянуто, что было продано более 5 миллионов единиц игры. «Последние пару лет наблюдается резкий рост, поскольку мы поднимаем высококачественные игры всё выше в чартах, особенно в Европе, но также и в Северной Америке», — сказал Джон Риччителло, генеральный директор EA, во время ночного звонка издателя о прибылях и убытках за третий квартал. Аналитик Wedbush Morgan Майкл Пактер прокомментировал эти цифры, заявив, что на данный момент они немного превышают его ожидания в 4,5 миллиона единиц. Таким образом, Hot Pursuit удивила его, но не так сильно, как Medal of Honor. В начале ноября аналитик Майк Хики также сказал, что, по его мнению, за рождественский период 2010 года может быть продано 4,2 миллиона копий Hot Pursuit от EA.
«Need for Speed: Hot Pursuit была чрезвычайно успешной игрой. Игры любого жанра должны предлагать отличный игровой процесс и, прежде всего, постоянно вводить новшества. Благодаря этим компонентам у наших гоночных игр светлое будущее».

— Дэн Холман, директор по маркетингу EA.